# Campephilus
Campephilus é um gênero de aves da família Picidae.

## Espécies
- Pica-pau-de-guaiaquil, Campephilus gayaquilensis (Lesson, 1845)
- Pica-pau-de-bico-pálido, Campephilus guatemalensis (Hartlaub, 1844)
- Pica-pau-de-barriga-vermelha, Campephilus haematogaster (Tschudi, 1844)
- Pica-pau-imperial, Campephilus imperialis (Gould, 1832)
- Pica-pau-de-barriga-preta, Campephilus leucopogon (Valenciennes, 1826)
- Pica-pau-de-magalhães, Campephilus magellanicus (King, 1827)
- Pica-pau-de-topete-vermelho - Pica-pau-de-garganta-preta, Campephilus melanoleucos (Gmelin, 1788)
- Pica-pau-poderoso, Campephilus pollens (Bonaparte, 1845)
- Pica-pau-bico-de-marfim - Campephilus principalis (Linnaeus, 1758)
- Pica-pau-rei, Campephilus robustus (Lichtenstein, 1818)
- Pica-pau-de-penacho, Pica-pau-de-barriga-vermelha, Campephilus rubricollis (Boddaert, 1783)